# De Panne Beach Endurance
De Panne Beach Endurance is een internationale strandrace voor mountainbikes waar jaarlijks meer dan 1300 deelnemers aan de start verschijnen. Deze wedstrijd, ook wel de 'moeder aller strandraces' genoemd, was de eerste, en is de grootste strandrace van België.
De eerste strandrace in 1996 was opgericht door Tony Matsaert. Er stonden toen 395 deelnemers aan de start.
Elk jaar komen er enkele professionele wegrenners en mountainbikers aan de start, maar ook profs uit andere sportdisciplines en tal van recreanten wagen zich aan deze beproeving. Zo reden in het verleden onder andere Johan Museeuw, Frank Vandenbroucke en Wim Vansevenant mee, alsook zeiler Sébastien Godefroid en motorcrosser Steve Ramon.

## Erelijst
| Editie | Elite                     | Masters              | Juniors             | Dames                  |
| ------ | ------------------------- | -------------------- | ------------------- | ---------------------- |
| 1996   | Wim Jansen                | Johny Butaye         | Andy Butaye         | Hilde Fobelets         |
| 1997   | Frank Vandenbroucke       | Francis Gevers       | Andy Butaye         | Linda Vlaemynck        |
| 1998   | Niko Eeckhout             |                      |                     | Heidi Vandevyver       |
| 1999   | Bert Scheirlinckx         | Ed Scholte           | Johan Vansummeren   | Heidi Vandevyver       |
| 2000   | Ed Scholte                | Ed Scholte           | Broes Koenen        | Heidi Vandevyver       |
| 2001   | Filip Meirhaeghe          | Ed Scholte           | Broes Koenen        | Hilde Quintents        |
| 2002   | Andy Cappelle             | Ed Scholte           | Broes Koenen        | Carine Van Aertselaere |
| 2003   | Andy Cappelle             | Ed Scholte           | Dominique Cornu     | Merel Koenen           |
| 2004   | Bjorn Rondelez            |                      |                     | Lien Verhaeghe         |
| 2005   | Bjorn Rondelez            | Eric Vyncke          | Jonas Sabbe         | Joyce Vanderbeken      |
| 2006   | Nico Berckmans            |                      |                     |                        |
| 2007   | Nico Berckmans            | Thierry Folens       | Quentin Art         | Joyce Vanderbeken      |
| 2008   | Nico Berckmans            | Thierry Folens       | Quentin Art         | Joyce Vanderbeken      |
| 2009   | Davy Commeyne             | Nico Berckmans       | Didier Bats         | Grace Verbeke          |
| 2010   | Davy Commeyne             | Nico Berckmans       | Didier Bats         | Kim Saenen             |
| 2011   | Maarten Himpens           | Kris Hertens         | Didier Bats         | Githa Michiels         |
| 2012   | Joris Massaer             | Peter Huyghe         | Alexander Geuens    | Nel De Crits           |
| 2013   | Laurens De Vreese         | Danny Sleeckx        | Jens Berckmans      | Charlotte Petit        |
| 2014   | Richard Jansen            | Pim De Waard         | Milan Levecke       | Pauliena Rooijakkers   |
| 2015   | Bram Imming               | Pim De Waard         | Antoine Saison      | Grace Verbeke          |
| 2016   | Richard Jansen            | Frederik Devolder    | Robin Blummel       | Pauliena Rooijakkers   |
| 2017   | Timothy Dupont            | Steven Dumoulin      | Jasper Dejaegher    | Terry Fremineur        |
| 2018   | Benoît Daeninck           | Frederik Devolder    | Jasper Van Den Plas | Grace Verbeke          |
| 2019   | Johan Jacobs              | Frederik Decaesteker | Jasper Dejaegher    | Grace Verbeke          |
| 2021   | Daan van Sintmaartensdijk | Thijs Zonneveld      | Mady Rollandt       | Grace Verbeke          |
| 2022   | Bert Van Lerberghe        | Joris Massaer        | Lowiek Misseeuw     | Grace Verbeke          |
| 2023   | Tim Merlier               | Joris Massaer        | Lowiek Misseeuw     | Grace Verbeke          |
| 2024   | Timothy Dupont            | Joris Massaer        | Kyano Cottignies    | Kimberly Peeters       |